# Werner Kieselbach
Werner Kieselbach alias Kai Lindman (geboren 12. August 1949 in Neudorf-Platendorf im Kreis Gifhorn; gestorben 15. Mai 2021 in Gifhorn) war ein deutscher Lehrer, Journalist, Verleger und Notaphilist. Er publizierte insbesondere zu Papier- und Notgeldscheinen im deutschsprachigen Raum, aber auch zur lokalen Eisenbahngeschichte Gifhorns. Daneben verfasste er Gedichte, Kurzgeschichten und Liedertexte.

## Leben

### Werdegang
Werner Kieselbach wuchs in der frühen Nachkriegszeit auf als Sohn und einziges Kind des aus Ostpreußen stammenden Goldschmiedes Erwin Kieselbach und dessen Ehefrau Käte. Sein Abitur legte er jedoch an einer Schule in Wolfsburg ab, bevor er in Marburg und Braunschweig seine Ausbildung als Pädagoge mit den Fächern Deutsch, Englisch und Sport absolvierte. Anschließend arbeitete er als Lehrer an verschiedenen Gifhorner Schulen.
Um 1980 lernte Kieselbach in Irland seine spätere Ehefrau kennen, die er im April 1981 in deren finnischer Heimat in Helsinki heiratete. Das Ehepaar bekam einen Sohn und eine Tochter.
Neben seinem Wirken in der lokalen Musik- und Theaterszene wurde Kieselbach durch seine belletristischen Werke auch als „Literat“ bekannt.
Kieselbach starb 2021.

### Sammler, Journalist und Verleger
1989 publizierte Kieselbach als Kai Lindman in seinem eigenen kkk-Verlag mit Sitz in Sassenburg seinen rot eingebundenen Katalog Serienscheine … für die Zeit von 1918 bis 1922; das Verzeichnis des Notgeldes, der Spendenquittungen und „Bausteine“ aus der Zeit der frühen Weimarer Republik war sein erstes numismatisches Werk, mit dem er – vielzitiert – deutschlandweit bekannt wurde. Es erschien noch im selben Jahr in zweiter, überarbeiteter und ergänzter Auflage und enthielt neben Abbildungen und Beschreibungen, Varianten und Hinweisen auf Fälschungen unter anderem Marktpreis-Bewertungen von 1 DM bis maximal 300 DM, wodurch erste Anhaltspunkte auf die Seltenheit der dargestellten Stücke möglich wurden. Im Anhang waren zudem die Katalog-speziellen „[…] Wasserzeichen des deutschen Notgeldes“ mit Namen und Abbildungen nach Kurt Lehrke verzeichnet, die ursprünglich in dem von dem Numismatiker Arnold Keller herausgegebenen Standardwerk Deutsche Wertpapierwasserzeichen erschienen waren.
Kieselbach sammelte unter anderem Siegelmarken, Nachtsteuer-Belege, das als Einkaufsgutscheine für Kinderladenparadiese sogenannte „Kindergeld“, Spendenbescheinigungen, Schwundgeld, Lotterie-Lose und Geleitbriefe. Vor allem aber trug er auf Flohmärkten des Gifhorner Umlandes „das olle Papiergeld“ zusammen, knüpfte Kontakte zu Sammlern im In- und Ausland und auch zu Gleichgesinnten in der vormaligen DDR. Gemeinsam mit ostdeutschen Sammlern wie etwa Kurt Biging, Dietrich Frank, Frank Hiekel, Hans Fillmann, Henning Huschka, Oliver Sens, Ringo Staudt, Ingo Strunz und anderen bearbeitete Kieselbach dann erstmals Gebiete der Geldersatzgeschichte wie beispielsweise das LPG-Geld, DDR-Hotelgeld, das in ostdeutschen Strafvollzugsanstalten verausgabte Geld sowie beispielsweise die sogenannten „Bausteine“ oder die Spendenscheine.
In Kieselbachs eigenem kolme k-Verlag erschienen auch Schriften anderer Autoren, darunter mehrere „herausragende Werke zur pommerschen Notgeldgeschichte von Karl-Christian Boenke.“
Darüber hinaus war Werner Kieselbach maßgeblich beteiligt an den jährlich am 30. April im Gifhorner Deutschen Haus veranstalteten Sammlerkongressen mit Teilnehmern aus dem In- und Ausland.
Der als „Notgeldpapst“ bekannte Kieselbach übernahm nach dem im Jahr 2000 erfolgten Tod des in Neustrelitz tätigen Gläsersammlers Jörg Sasse das von diesem bis dahin herausgegebene Periodikum Der Glasfreund. Zeitschrift für altes und neues Glas, das Kieselbach ab 2006 in seinem kolme K-Verlag fortführen konnte, zumal auch Glasmarken zu seinem umfangreichen Sammlungsbestand zählten.
Im März 2016 gab Kieselbach mit der „Nummer 0“ das erste von insgesamt 38 Heften der zweimonatlich erschienenen Zeitschrift Papiergeld. Von Sammlern für Sammler heraus. Dem letzten, posthum erschienenen Heft fügte er erstmals eine Porträtfotografie von sich bei. In seinem Abschied offenbarte er seine Krebserkrankung und bedauerte, bis dahin keinen Nachfolger zur Fortführung seiner gemeinsam mit Karin Wrobel redigierten Verlagsaktivitäten gefunden zu haben.

## Schriften (Auswahl)

### Sachbücher
als Kai Lindman im kkk-Verlag, Sassenburg oder Gifhorn:
- in der Reihe Serienscheine:
  - Das Deutsche Notgeld. Katalog der Serienscheine, Spendenquittungen und Bausteine. 1918–1922. 1989, ISBN 3-927828-00-9.
    - mit Manfred Müller, Peter Schwenk, Karl Zinsmeister, 2., überarbeitete und ergänzte Auflage. 1989 und ISBN 3-927828-00-9.

  - Bd. 1: Grundausgaben. ISBN 978-3-927828-26-1.
  - Bd. 2: Spezialkatalog. 3. Auflage. 2000, ISBN 3-927828-56-4.
  - (Bd. 3: Katalog der als Bedarfsnotgeld verwendeten Serienscheine,  1. Auflage. 1990, ISBN 3-927828-56-4).
  - Bd. 4: Verpackungen und Werbemittel. von Hermann Krause, Kurt Biging, Kai Lindman, 1995, ISBN 3-927828-20-3.
  - Bd. 4: Verpackungen und Werbemittel, Nachtrag. von Hermann Krause, Kurt Biging, Kai Lindman, 1999, ISBN 3-927828-55-6.
- Das deutsche Notgeld. Verkehrsausgaben 1915–1921.
  - Bd. 2: B. circa 1997, ISBN 3-927828-49-1.
  - Bd. 5: H. circa 1996, ISBN 3-927828-48-3.
- Das Bremer Notgeld. Katalog der Notgeldscheine, Spendenquittungen und Bausteine, des Kriegsgefangenenlagergeldes sowie des Briefmarkengeldes und der Kapselmarken 1914–1950. 1989, ISBN 3-927828-01-7.
- Zu Werbezwecken verwendete Banknoten des Deutschen Reiches von 1874–1942. 1990, ISBN 3-927828-07-6.
- Das Notgeld von Niedersachsen. Katalog des geprägten und gedruckten Notgeldes von Niedersachsen und verwandter und ähnlicher Ausgaben. Teil 1: Papiergeld.
  - Abschnitt 1 und 2: Talerscheine, Briefmarkengeld. 1991, ISBN 3-927828-13-0.
  - Abschnitt 3: Bezirk Braunschweig. 1990, ISBN 3-927828-02-5.
  - Abschnitt 4: Bezirk Hannover. 1991, ISBN 3-927828-11-4.
  - Abschnitt 5: Bezirk Lüneburg. 1994, ISBN 3-927828-37-8.
  - Abschnitt 6: Bezirk Weser-Ems. 1993, ISBN 3-927828-11-4.
- Celler Notgeld. Notgeldscheine des 20. Jahrhunderts in der Stadt und Kreis Celle. Geschichte und Katalog (= Schriftenreihe des Stadtarchivs Celle und des Bomann-Museums. Heft 23). Stadt Celle, Celle 1992.
- Die Ersatzzahlungsmittel und Marken der Strafvollzugseinrichtungen der DDR. 1992, ISBN 3-927828-09-2.
- Spiele mit Geldscheinen. Katalog deutscher Spiele, in denen Geldscheine verwendet werden. 1992, ISBN 3-927828-32-7.
- Kai Lindman, Dietrich Frank: Notgeld der Altmark. circa 1998, ISBN 3-927828-27-0.
- Wertscheine von Betrieben, Vereinen, Einrichtungen, Organisationen und Veranstaltungen in der Bundesrepublik Deutschland. 1999, ISBN 3-927828-50-5.

im Kolme-K-Verlag, Sassenburg oder Gifhorn:
- Kai Lindman, Günter Stolzenberg, Walter Kirstein: Hamburger Papiergeld 1800-1950. 2002, ISBN 3-927828-46-7.
- Kai Lindman, Hans Funk: Konsum-Geld. Verrechnungs- und Notgeldscheine und ähnliche Ausgaben deutscher Konsumvereine und -genossenschaften. circa 2004, ISBN 3-927828-34-3.
- Die Behelfszahlungsmittel und Marken der Strafvollzugseinrichtungen der DDR. 2. Auflage. circa 2004, ISBN 3-927828-66-1.
- Deutsches Notgeld. Billionenscheine 1923. circa 2004, ISBN 3-927828-12-2.
- Die Deutsche Reichslotterie 1939–1945. 2004, ISBN 3-927828-65-3.
- Kai Lindman, Günter Stolzenberg, Walter Kirstein: Das Papiergeld von Schleswig-Holstein. 1812–2002. 2006, ISBN 3-927828-47-5.
- Das Hotelgeld der DDR. 2007, ISBN 978-3-927828-22-3.
- Über den Wolken … Das Thema „Fliegen“ auf Notgeldscheinen und verwandten Belegen. 2008, ISBN 978-3-927828-87-2.
- Das wertbeständige Notgeld von 1923/24. 2008, ISBN 978-3-927828-78-0.
- Bausteine und Spendenscheine der Sowjetisch besetzten Zone und der Deutschen Demokratischen Republik. 1945–1989. 2008, ISBN 978-3-927828-67-4.
- Kindergeld. Katalog der deutschen und österreichischen Einkaufsgutscheine für Kinderladenparadiese. 2. Auflage. 2009, ISBN 978-3-927828-91-9.
- Bettlergeld. Unterstützungsscheine für Nichtsesshafte und Bedürftige in Deutschland. 2009, ISBN 978-3-927828-68-1.
- Kreditscheine von Banken, Kreditgenossenschaften und Kaufhäusern in Deutschland. 1933–1975. 2010, ISBN 978-3-927828-96-4.
- Hockersteuerscheine (Nachtsteuerscheine) 1921–1938. 2010, ISBN 978-3-927828-31-5.
  - 2. Auflage. [2018], ISBN 978-3-939386-68-1.
- Schwundgeld in Deutschland. Freigeld – Freiland – Freiwirtschaft. 1916–1952. 2011, ISBN 978-3-927828-24-7.
- Werbedollars im Deutschen Reich (Werbe-, Scherz- und Gutscheine nach Vorbildern von Thaler- und Dollar-Scheinen) 2011, ISBN 978-3-927828-19-3.
- Bausteine und Spendenscheine des Deutschen Reiches 1871-1945. [2011], ISBN 978-3-927828-99-5.
- Kai Lindman, Klaus Mann: Staaten & Städte. Zahlungsmittel von Schulstaaten und Kinderspielstädten. 2012, ISBN 978-3-927828-94-0.
- Notgeld von Krankenkassen. 2012, ISBN 978-3-927828-62-9.
- Dietrich Frank, Kurt Biging, Kai Lindman, Oliver Sens: Das Papiergeld von Sachsen-Anhalt 1706–1948. 2012, ISBN 978-3-927828-88-9.
- Lotterien in den Altdeutschen Staaten. 1600–1870. 2013, ISBN 978-3-927828-39-1.
  - 2. Auflage. [2019], ISBN 978-3-939386-73-5 und ISBN 3-939386-73-1.
- Bethelgeld. Zahlungsmittel in den von Bodelschwinghschen Anstalten seit 1908. 2013, ISBN 978-3-927828-54-4.
  - 2., stark erweiterte Auflage. 2016, ISBN 978-3-939386-56-8.
- Behelfszahlungsmittel der EDEKA. 2013, ISBN 978-3-927828-92-6.
  - 2. Auflage. [2019], ISBN 978-3-939386-71-1.
- LPG-Geld
  - Kai Lindman, Ingo Strunz, Henning Huschka: Teil 3 – Marken und Zeichen [2010], ISBN 978-3-927828-98-8.
  - Kai Lindman, Ingo Strunz: Teil 1 – Formulare, Teil 2 – Scheine und Münzen [2014], ISBN 978-3-927828-29-2.
- Bausteine und Spendenscheine der Westzonen und der Bundesrepublik Deutschland von 1945 bis 2001. [2016], ISBN 978-3-939386-57-5.
- Konsum-Geld. Verrechnungs- und Notgeldscheine und ähnliche Ausgaben deutscher Konsumvereine und -Genossenschaften. 2017, ISBN 978-3-939386-46-9.
- Deutsches Militärgeld von 1914 bis 1945: Heer, Luftwaffe, Marine, Versorgungseinheiten. [2017].
- Lose von Ausstellungs-, Bau- und Wohlfahrts-Lotterien im Deutschen Reich 1871–1945. 2018, ISBN 978-3-939386-52-0.
- Gedruckte Behelfszahlungsmittel und Wertmarken des Deutschen Reiches 1924–1944. [2018], ISBN 978-3-939386-66-7.
- Kai Lindman, Ringo Staudt: Zollscheine der DDR und ähnliche Belege. [2019], ISBN 978-3-939386-69-8.
- Jungdo – Jungdeutscher Orden: Notgeld, Werbe-, Spenden- und Anteilscheine. 2. Auflage. ISBN 978-3-927828-45-9
- Geldscheine in Niedersachsen 1813–2002. 2 Bände, [2021], ISBN 978-3-927828-83-4.

als Werner Kieselbach:
- Anteilscheine von Vereinen, Gewerkschaften und Genossenschaften des Deutschen Reiches. [2018], ISBN 978-3-939386-67-4.

zur Eisenbahn:
- - Werner Kieselbach, Dieter Nebelung: Die Geschichte der Berlin-Lehrter Eisenbahn im Landkreis Gifhorn (= Schriftenreihe des Kreisarchives Gifhorn. Nr. 11). Landkreis Gifhorn; Gifhorn: Museums- und Heimatverein, Gifhorn 1996, ISBN 3-929632-29-2.
  - Werner Kieselbach, Joachim Martini, Hans-Günther Wilke: Die Geschichte der Eisenbahn von Gifhorn nach Celle (Oberallertalbahn) im Landkreis Gifhorn (= Schriftenreihe des Kreisarchives Gifhorn. Nr. 14). Landkreis Gifhorn – Gifhorn: Museums- und Heimatverein, Gifhorn 1997, ISBN 3-929632-35-7.
  - Dietmar Hamann, Werner Kieselbach (Verf.), Günther Behrens u. a. (Mitarb.): Die Geschichte der Eisenbahn von Braunschweig nach Uelzen im Landkreis Gifhorn (= Schriftenreihe des Kreisarchives Gifhorn. Nr. 15). 1998, ISBN 3-929632-40-3.
  - Gerhard Busse, Werner Kieselbach, Dieter Nebelung: Die Schuntertalbahn und die Bahn im Hasenwinkel. Projektierte Bahnen im Landkreis Gifhorn (= Schriftenreihe des Kreisarchives Gifhorn. Nr. 18). 2000, ISBN 3-929632-46-2.

sonstige:
- Vorträge im Rahmen der Sammlertreffen: Ralf Marbach: Wägetechnik Rapido Oschatz 19. Mai 2006; Werner Kieselbach: Glasmaße Gifhorn 20. Oktober 2007; Olaf Grell: Meilensteine in Deutschland Gifhorn 20. Oktober 2007; Uwe Kröger: Das gesetzliche Messwesen in Schleswig-Holstein Gifhorn 20. Oktober 2007 (= Maß und Gewicht. Zeitschrift für Metrologie. Jahrgang 2007 (= Beiheft zur Zeitschrift für Metrologie. Nr. 7). 2007.

### Belletristik
im Kolme-K-Verlag, Gifhorn:
- Werner Kieselbach (Verf.), Erdmuth Susanne Pasternack (Bilder): … mit bunter Tinte. Gedichte. circa 2006, ISBN 3-939386-19-7.
- Werner Kieselbach (Verf.), Erdmuth Susanne Pasternack (Bilder): Manchmal eben … Gedichte und Geschichten. [2006?], ISBN 3-927828-70-X.
- Werner Kieselbach (Verf.), Erdmuth Susanne Pasternack (Bilder): Hoffen und Bangen. Gedichte und Geschichten. [2006 ?], ISBN 3-927828-75-0.
- Jahreszeiten. Anthologie. [2020], ISBN 978-3-939386-74-2.